# Produção de café na China
O cultivo moderno de café na China começou em 1988. Em 2016 e 2017, a China estava entre os 20 maiores produtores mundiais de café. Noventa e oito por cento do café cultivado na China provém da província de Yunnan.

## História
Um missionário francês trouxe o café para a província de Yunnan no final do século XIX, marcando a introdução da cultura na China. Entretanto, a indústria moderna chinesa do cultivo de café começou em 1988, quando o governo chinês, o Banco Mundial e o Programa das Nações Unidas para o Desenvolvimento iniciaram conjuntamente um programa para introduzir o cultivo de café na região. A Nestlé também foi pioneira para incentivar o cultivo de café em Yunnan. A Hogood Coffee, a maior fabricante de café instantâneo do mercado doméstico da china, foi fundada em 2007 e é responsável pelo cultivo de grande parte do café na região de Dehong. A Hogood capitaliza o cultivo de café na China através de políticas flexíveis de utilização das terras em Yunnan. com esquemas de agricultura contratual; as mudas são plantadas pela Hogood e colhidas pelos agricultores, então os grãos de café são, no final, adquiridos pela Hogood.
O consumo interno de café na China aumentou paralelamente ao aumento da produção interna de café; entre 2006 e 2017, o consumo de café chinês cresceu numa média anual de 22%.
Os trabalhadores administrativos e de escritórios são a principal força consumidora de café. Em uma pesquisa, os trabalhadores administrativos representaram 30% do total, constituindo o maior grupo de consumidores, seguidos por funcionários do governo, funcionários de escolas e outras pessoas que trabalham para organizações, que juntos representam 15%. A proporção de profissionais liberais e de profissionais do café é próxima à das instituições públicas.

## Cultivo e variedades

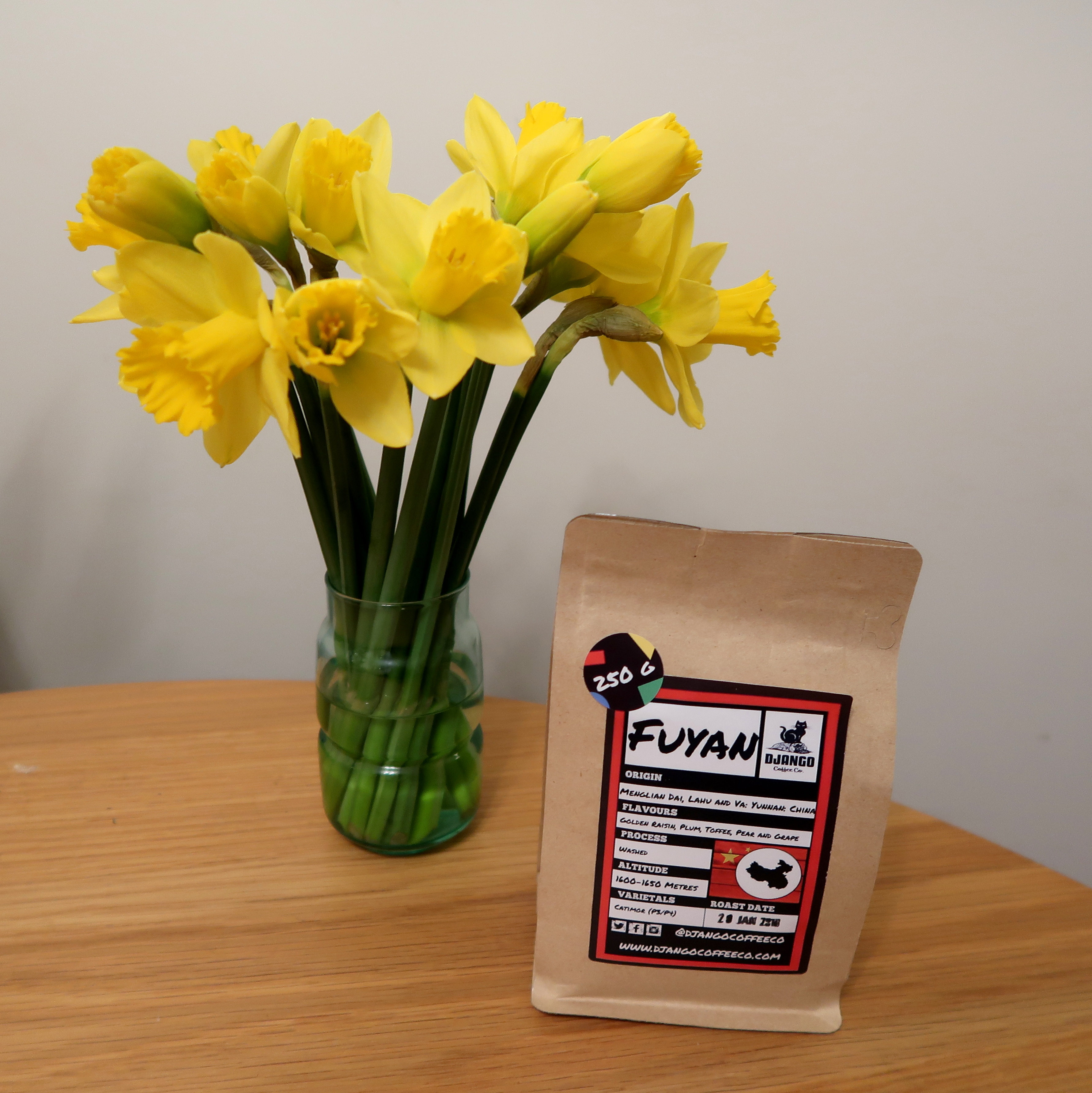
Café da província de Yunnan, região de Menglian (fazenda Fuyan), exportado pela Yunnan Coffee Traders e torrado pela Django.

Quase todo o café nacional vem de Yunnan, representando 98% da produção. As principais regiões produtoras de café em Yunnan são Baoshan, Dehong e Menglian em Pu'er. Pu'er sozinho é responsável por 60% da produção total do país. Outras províncias onde o café é cultivado incluem Fujian e Hainan.
Fujian e Hainan cultivam principalmente café Robusta, enquanto Yunnan cultiva arábica, com Catimor (um híbrido Caturra-Timor).

## Marketing e comércio
Em Yunnan, cerca de metade da safra foi destinada aos mercados de exportação em 2016, gerando 280 milhões de dólares em receitas. A maioria dos grãos de café chineses são de qualidade comercial com as exportações dos grãos verdes destinadas ao mercado europeu. Os Estados Unidos também são um destino de exportação para os grãos chineses, com a Starbucks comprando mais de metade do café importado da China (para os EUA), entre Janeiro e Setembro de 2014. Grandes comercializadoras, como a Volcafe ("braço de café" da empresa ED&F Man de comércio de commodities), sediada em Londres, com um escritório em Yunnan e a empresa Coex de comércio de commodities, sediada em Miami, compram na China para equilibrar os déficits de fornecimento dos países exportadores tradicionais durante anos de seca, geada ou outras intempéries que abalam a produtividade da safra.
O cultivo dedicado ao café especial começou por volta de 2009, tendo como primeiros adeptos, Hu Xixiang, da Mangzhang Farms em Menglian (Pu'er), Yunnan, além do apoio de profissionais do setor, como Timothy Heinze, Joshua Jagelman e Saxon Wright. A produção de café especial na China ainda é inferior a 2% do volume total, porém, a seleção da China em 2018 como país-modelo na maior feira de café especial do mundo, realizada pela Specialty Coffee Association, enfatiza o crescente reconhecimento da China no mercado de cafés especiais. 
Chongqing emergiu como o maior centro de comércio interno de café onde existe a Bolsa de Café de Chongqing, criada pelo Chongqing Energy Group como uma plataforma de negociação para o café cultivado localmente e proveniente do Sudeste Asiático, aproveitando o papel de Chongqing como um centro de transporte. A cidade é o ponto de partida do trem de carga Chongqing-Xinjiang-Europa, um corredor da Nova Rota da Seda. A cidade de Pu'er também viu o estabelecimento de um centro de comércio de café quando a Bolsa de Café de Yunnan iniciou suas operações em janeiro de 2016.